# آن مارغريت
آن مارغريت (بالإنجليزية: Ann-Margret)‏ (اسم الولادة آن مارغريت اولسون، 28 أبريل 1941) ممثلة ومغنية و راقصة أمريكية سويدية ، من أشهر الأفلام التي مثلت فيها وداعا وداعا بيردي (1963) وفيفا لاس فيجاس (1964) وسينسيناتي كيد (1965) والمعرفة الجسدية (1971) وتومي (1975).
فازت بخمس جوائز غولدن غلوب، ورشحت لاثنتين من جوائز الأوسكار و لاثنتين من جوائز غرامي وجائزة جائزة نقابة ممثلي الشاشة وست جوائز إيمي. في 2010 قالت أنها حصلت على جائزة الإيمي الأولى لحلولها ضيفه في القانون والنظام: الوحدة الخاصة للضحايا.

## روابط خارجية
- آن مارغريت على موقع IMDb (الإنجليزية)
- آن مارغريت على موقع روتن توميتوز (الإنجليزية)
- آن مارغريت على موقع مونزينجر (الألمانية)
- آن مارغريت على موقع ألو سيني (الفرنسية)
- آن مارغريت على موقع ميوزك برينز (الإنجليزية)
- آن مارغريت على موقع تيرنر كلاسيك موفيز (الإنجليزية)
- آن مارغريت على موقع أول موفي (الإنجليزية)
- آن مارغريت على موقع قاعدة بيانات برودواي على الإنترنت (الإنجليزية)
- آن مارغريت على موقع قاعدة بيانات الأفلام السويدية (السويدية)
- آن مارغريت على موقع إن إن دي بي (الإنجليزية)